# Juillet 2016
Juillet 2016 est le 7e mois de l'année 2016.

## Événements
- Début de la présidence slovaque du Conseil de l'Union européenne.
- 1er juillet :
  - un attentat dans un restaurant à Dacca au Bangladesh tue 22 personnes, principalement des touristes étrangers ;
  - la Cour constitutionnelle autrichienne annule le second tour de l'élection présidentielle pour cause d'irrégularités.
- 2 juillet :
  - élections fédérales en Australie ;
  - le Tour de France part du Mont-Saint-Michel en Normandie.
- 3 juillet : un attentat-suicide organisé par l’État islamique fait au moins 324 morts à Bagdad en Irak.
- 4 juillet : trois attentats-suicides font 8 morts (dont les 4 terroristes) à Médine, Djeddah et Qatif en Arabie saoudite.
- 5 juillet :
  - un attentat-suicide à Hassaké en Syrie, revendiqué par l'État islamique, fait au moins 16 morts et 40 blessés[1] ;
  - la sonde Juno est mise en orbite autour de Jupiter ;
  - la Chine termine la construction du télescope sphérique de cinq cents mètres d'ouverture.
- Du 6 au 10 juillet : Championnats d'Europe d'athlétisme 2016.
- 7 juillet : une fusillade éclate à Dallas, en marge d'un rassemblement pacifique contre les violences policières après la mort de deux hommes noirs, tués ces derniers jours. Bilan : 5 policiers tués et 9 personnes blessées.
- 9 juillet :
  - élections législatives à Nauru.
  - la joueuse de tennis américaine Serena Williams remporte le tournoi de Wimbledon.
- 10 juillet : 
  - élections des conseillers au Japon ;
  - référendum en Abkhazie ;
  - le Portugal remporte la finale du quinzième championnat d'Europe de football contre la France à Saint-Denis.
  - le tennisman britannique Andy Murray remporte le tournoi de Wimbledon.
- 12 juillet : une collision frontale entre deux trains de passagers, dans la région des Pouilles en Italie, fait 23 morts et 52 blessés.
- 13 juillet : Theresa May devient la seconde femme Premier ministre du Royaume-Uni, après Margaret Thatcher.
- 14 juillet : un attentat à Nice, sur la promenade des Anglais, fait 86 morts le jour de la Fête nationale française.
- 15 juillet : une tentative de coup d'État a lieu en Turquie.
- 17 juillet : 
  - élection présidentielle à Sao Tomé-et-Principe (1er tour) ;
  - le 27e sommet de l'Union africaine s'est clos sans avoir pu élire un nouveau président de la Commission de l'Union africaine. Le mandat de Nkosazana Dlamini-Zuma est prolongé jusqu'en janvier 2017[2] ;
  - l'UNESCO inscrit dix-sept œuvres architecturales de Le Corbusier au patrimoine mondial ;
  - une fusillade à Bâton-Rouge en Louisiane, fait 4 mort et 3 blessés.
- 18 juillet : un attentat dans un train à Wurtzbourg en Allemagne fait 5 blessés dont un grave.
- Du 18 au 21 juillet : Donald Trump et Mike Pence sont investis comme candidats lors de la convention républicaine (en) en vue de l'élection présidentielle aux États-Unis.
- 19 juillet : au Mali, Ansar Dine et l'ANSIPRJ prennent la ville de Nampala.
- 21 juillet : 
  - Johnny Hallyday achève, à 73 ans, la tournée Rester Vivant Tour en donnant le 90e et dernier concert de la tournée au Théâtre antique de Vienne qui est aussi son dernier concert solo.
  - début du processus en vue de l'élection du secrétaire général des Nations unies.
- 22 juillet : 
  - en Allemagne, une fusillade dans un centre commercial à Munich fait 9 morts et 27 blessés ;
  - le Comité international olympique annonce que 45 athlètes se voient retirer leur médaille des olympiades 2008 et 2012[3] ;
  - au Mali, le Haut conseil pour l'unité de l'Azawad expulse le Groupe autodéfense touareg Imghad et alliés de la ville de Kidal.
- 23 juillet : en Afghanistan, un attentat à la bombe fait au moins 80 morts et 231 blessés lors d’une manifestation hazara chiite à Kaboul.
- 23 au 30 juillet : le 101e congrès mondial d'espéranto se tient à Nitra. Il est suivi par des participants venus de 61 pays et a pour thème « Justice sociale, justice linguistique ».
- 24 juillet : 
  - le Britannique Christopher Froome remporte pour la troisième fois le Tour de France ;
  - en Allemagne, un attentat-suicide dans un restaurant à Ansbach fait 1 mort (le terroriste) et 12 blessés.
- Du 25 au 28 juillet : convention démocrate (en) en vue de l'élection présidentielle aux États-Unis.
- Du 25 juillet au 1er août : Journées mondiales de la jeunesse 2016 à Cracovie en Pologne.
- 26 juillet : 
  - l'avion solaire Solar Impulse 2 achève son tour du monde ;
  - une attaque au couteau se produit dans un centre pour personnes handicapées à Sagamihara au Japon. Un ancien employé tue dans leur sommeil au moins 19 personnes et en blesse 25 autres dont 20 gravement[4] ;
  - en France, une prise d'otages par deux terroristes armés dans l'église Saint-Étienne de Saint-Étienne-du-Rouvray fait 3 morts (les 2 terroristes et le père Jacques Hamel) et 3 blessés.
- 27 juillet :
  - Michel Barnier est désigné en tant que négociateur pour le retrait du Royaume-Uni de l'Union européenne par la Commission européenne [5] ;
  - Syrie : l'explosion de deux bombes dans la ville de Kamechliyé, près de la frontière turque, fait au moins 44 morts et 140 blessés [6] ;
  - les communications entre la sonde Rosetta et l'atterrisseur Philae sont définitivement coupées.
- 30 juillet :
  - une montgolfière prend feu et s'écrase à Maxwell aux États-Unis, tuant les 16 personnes qui se trouvent à son bord ;
  - le parlement de Tunisie retire sa confiance au chef du gouvernement Habib Essid.
- 31 juillet : l'ancienne ministre Yuriko Koike est la première femme élue gouverneur de Tokyo.

## Décès
- Décès en juillet 2016